# Corelio
Corelio is een Belgische mediagroep. Haar voornaamste participatie is een belang van ongeveer 50% in Mediahuis.

## Geschiedenis

### Vlaamse Uitgeversmaatschappij
Corelio ontstond in 1976 onder de naam Vlaamse Uitgeversmaatschappij, afgekort VUM, toen de Antwerpse reder André Leysen de failliete Standaard Groep onder leiding van Albert De Smaele - uitgever van De Standaard - overnam. De overname door Leysen en andere Vlaamse ondernemers werd geredigeerd door Fernand Nédée. Ondervoorzitter werd Vaast Leysen.
In 1994 nam de VUM Het Volk over.

### Corelio
In 2006 veranderde de naam in Corelio. In 2012 behaalde Corelio een omzet van 370 miljoen euro en een verlies van 3,9 miljoen euro.
Samen met Concentra - uitgever van Het Belang van Limburg en Gazet van Antwerpen - richtte Corelio in 2013 Mediahuis op, een joint venture rond hun uitgeversactiviteiten. Corelio nam 62% van de aandelen, Concentra de resterende 38%. Sinds de instap van VP Capital van de Nederlandse familie van Puijenbroek (grootaandeelhouder van de Telegraaf Media Groep) in Mediahuis is het aandeel van Corelio in Mediahuis teruggedrongen tot 50,57%. Corelio was ook buiten Mediahuis actief in de mediasector, maar in 2017 werden de activiteiten van Corelio en Concentra die nog niet in Mediahuis zaten in de Mediahuis-groep opgenomen. Het ging aan de zijde van Corelio onder meer om radiozender Nostalgie en de regionale tv-zender ROB en De Vijver Media (VIER, VIJF en Woestijnvis). Sindsdien zijn alle activiteiten van Corelio bij Mediahuis ondergebracht.

## Bestuur
| Periode      | Voorzitter              |
| ------------ | ----------------------- |
| 1976 - 1978  | André Leysen            |
| 1978 - 2000  | Guido Verdeyen          |
| 2000 - 2007  | Jo Van Croonenborch     |
| 2007 - 2008  | Piet Van Roe (interim)  |
| 2008 - 2013  | Luc Missorten           |
| 2013 - heden | Bruno de Cartier d'Yves |

| Periode     | CEO               |
| ----------- | ----------------- |
| 1976 - 1978 | Robert Vandeputte |
| 1978 - ?    | André Leysen      |
| ? - heden   | Thomas Leysen     |